# Schecter
Schecter Guitar Research — американский производитель гитар. Компания была основана в 1976 году Дэвидом Шехтером и поначалу выпускала запасные части для других производителей, таких как Fender и Gibson. В настоящее время компания массово выпускает свои линейки бас-, электро- и акустических гитар.

## История
- 1976 — Дэвид Шехтер открыл Schecter Guitar Research — ремонтную мастерскую в Калифорнии.
- 1979 — Шехтер начинает продавать собственноручно собранные электрогитары. Эти гитары были основаны на дизайне гитар марки Fender.
- 1979 — Пит Таунсенд из The Who взял гитару этой марки. Это была гитара в стиле Fender Telecaster с 2мя хамбакерами .
- 1980 — Марк Нопфлер из Dire Straits использовал Schecter для записи третьего альбома группы Making Movies.
- 1983 — компания была приобретена группой инвесторов.
- 1987 — Компания куплена Hisatake Shibuya, японским предпринимателем, владельцем Музыкального института в Голливуде, и основателем Electric Sound Products
- 1996 — Michael Ciravolo — новый президент компании.

### Период кастом-шоп магазина (1976—1983)
В 1976 году Дэвид Шехтер открыл «Schecter Guitar Research» — ремонтную мастерскую в Ван-Найс, Калифорния. Мастерская по ремонту гитар производила грифы и корпуса для гитар на замену, готовые сеты звукоснимателей, бриджи, пикгарды, тюнеры, потенциометры и ручки для них, а также иные гитарные запчасти. Всё дошло до того, что Schecter Guitar Research предоставляла все необходимые запчасти для гитар. Вопреки распространённому мнению, компания Шехтера не поставляла запчасти для таких производителей гитар, как Fender и Gibson. В конце 1970 годов в линейке Schecter было представлено более чем 400 готовых запчастей для гитар, но ни одного собственного собранного инструмента.
В 1979 году Schecter впервые представила полностью собственноручно собранные электрогитары. Данные гитары были моделями кастом-шоп, основанными на разработках фирмы Fender. Считалось, что эти гитары были высокого качества сборки и цены, а также, продавались только в двадцати розничных магазинах на территории Соединённых Штатов Америки.
В сентябре 1979 года Алан Роджан (Alan Rogan), тогдашний техник Пита Таунсенда из группы The Who, купил гитару сделанную на заказ в магазине Schecter. Это была гитара в стиле Telecaster компании Fender, с двумя звукоснимателями - хамбакерами и селектором звукоснимателей типа Les Paul от Gibson. Таунсенд прямо таки влюбился в неё, и она стала ведущей гитарой в его музыкальной карьере. Позже, им было собрано несколько подобных инструментов из запчастей Schecter, а также моделей Schecter, основанных на дизайне гитар британского производителя Roger Giffin. Таунсенд последний раз использовал Schecter в 1988 году при выступлении на BPI Awards Show, хотя Саймон Таунсенд, брат Пита и участник группы The Who, гастролирует с 2002 года и часто играет на одной из гитар на концертах The Who.
В 1980 году Марк Нопфлер из Dire Straits использует гитару Schecter стиля Stratocaster для записи третьего альбома группы Making Movies. Марк Нопфлер имеет большой парк гитар Schecter, в том числе одну в колоре Candy Apple Red кленовым грифом, с 21 ладом, без меток на грифе, а также с белым кантом по кромке корпуса, позолоченными механическими частями и регуляторами потенциометров громкости и тона. Этот инструмент был его главной гитарой на концертах и в студии до 1987 года. В 2004 году одна из его гитар Schecter, в стиле Stratocaster табачного оттенка корпуса была продана на аукционе за 50 000 долларов — самая большая цена за гитару Schecter, предложенную когда-либо.
Гитары и запасные части производства Schecter использовали, среди прочих, Prince, Rick Parfitt, Robert Smith, Simon Gallup, Porl Thompson, Yngwie Malmsteen, Michael Anthony, John Norum, Gary Holt, Steve Lukather, Pete Townshend, Jeff Loomis, Mark Knopfler, Gustavo Cerati, Ritchie Blackmore, Chris Poland, East Bay Ray, Synyster Gates, Zacky Vengeance, Richard Patrick, Jinxx, Jake Pitts, Tommy Victor, Dan Donegan, Lou Reed, Todd Rundgren, Robin Zander, Rodrigo Amarante, Tony Maue, Shaun Morgan, и Nikki Sixx.

### Техасская власть и массовое производство, 1983—1987
К 1983 году, Schecter достиг потолка своего кастом-шоп производства и не мог удовлетворить спрос. В том году, компанию приобрела группа техасских инвесторов, которые хотели поиметь с репутации и качества Schecter. Инвесторы перенесли штаб-квартиру Schecter в Даллас, Техас, где стали производить гитары достойного качества, используя синергию между импортными запчастями и запчастями производства Schecter, но это продлилось менее пяти лет.
В 1984 году на зимней выставке NAMM Schecter представил двенадцать новых гитар и бас-гитар, основанных на дизайне Fender. Самой популярной из них стала одна в стиле Telecaster — та, на которой играл Пит Таунсенд. Хотя Таунсенд никогда не эндорсировал эту модель, она была неофициально известна как «Pete Townshend model». В конечном счёте, гитара в стиле Telecaster стала известна как Saturn, а гитара в стиле Stratocaster приобрела имя Mercury.
Все гитары имели те самые "подсудные" головки грифа (о чём есть две маленькие метки на оборотной стороне головки грифа). Schecter по-прежнему использовал головки грифа от Stratocaster и Telecaster, что было разрешено компанией Fender, когда Schecter ещё была компанией по производству запчастей. Вероятно, что эта судебная тяжба и привела [расплывчато] к закрытию компании Schecter в конце 1986 - начале 1987 года. А теперешние владельцы приобрели это имя в конце 1987 года.
В этот период Schecter успел подписать контракт со знаменитым эндорсером — шведским гитаристом Ингви Мальмстином. Schecter выпустила под заказ несколько гитар для Ингви Мальмстина со скалопированными грифами и реверсными головками грифов.

### Хисатаке Сибуйя и реформы, 1987—2013
В 1987 году техасские инвесторы продали компанию Хисатаке Сибуйя — японскому предпринимателю и владельцу Musicians Institute в Голливуде и ESP Guitars (до этого дня, Schecter Guitar Research и ESP Guitars оставались отдельными компаниями). Сибуйя перенёс офис компании обратно в Калифорнию, вернув Schecter к его корням custom shop производства, сконцетрировав свои усилия на производстве высококачественных, дорогостоящих инструментов.
Гитары Schecter снова можно было купить у ограниченного ряда розничных ретейлеров, таких как — Sunset Custom Guitars Голливуде, которым также владел Хисатаке. Получилось так, что в Sunset Custom Guitars работал Микаэль Сираволо — будущий президент Schecter Guitar Research. В 1994/1995 годах компании Schecter удалось подписать контракт с ещё одним известным эндорсером, шведским гитаристом Джоном Норумом.
В 1995 году Schecter представил крайне востребованные гитары и бас гитары серии S, выполненные в стиле Fender. В 1996 году Хисатаке Сибуйя предложил Микаэлю Сираволо стать президентом Schecter и управлять компанией. Будучи опытным музыкантом, Микаэль Сираволо быстро нашёл компании известных музыкантов в качестве эндорсеро, таких как — Robert DeLeo из Stone Temple Pilots, Jay Noel Yuenger (чей Teisco Spectrum 5 послужил образцом для сценических гитар J) и Sean Yseult из White Zombie.
Michael Ciravolo, по правде, никогда не любил дизайн по типу Fender, поэтому он стремился вымарать ассоциации с прошлыми моделями компании в стиле Fender. С этой целью, каталог Schecter пополнился моделями Avenger, Hellcat, Hollywood Classic CT, и Tempest. Он также хотел привлечь внимание нового поколения музыкантов, которых, как он чувствовал, проигнорировало большое количество магистральных производителей гитар. Но всё же, компания на тот момент производила на заказ (custom shop) модели дорогого класса, вернувшись к исключительному качеству, которого не видела компания с тех времён, когда Давидом Шехтером начиналось производство гитар под заказ. Максимальный объём производства Schecter достигал сорока гитар в месяц, и то - в формате custom shop. Дабы воплотить своё виденье, Сираволо ринулся на поиски фабрики, которая смогла бы освоить серийный выпуск гитар Schecter, а в то же самое время сохранением высокого качества продукции занимался бы американский кастом-шоп Schecter. Ввиду небольшого количества выпущенных единиц, а также акцента на качество, изготовленные на заказ в США модели тех лет (1996-2000 гг.) являются одними из самых популярных среди коллекционеров гитар.
В 1997 году Michael Ciravolo встретился с несколькими азиатскими изготовителями гитар на Tokyo Music Festival и, впоследствии, выбрал фабрику в Инчхон, Республика Корея. Хотя, доподлинно неизвестно, но это могла бы быть фабрика Cort — World Musical Instrument Co. Ltd. Было оговорено, что гитары под маркой Schecter будут производиться на фабрике в Республике Корея, после чего будут отправлены в США для окончательной настройки в магазине Schecter. В 1998 году на летней выставке NAMM, при поддержке нынешнего вице-президента Марка ЛаКорте, Schecter представил Diamond Series, которая включала шесть доступных по цене гитар заводской сборки. В 1999 году в линейке Schecter Diamond Series впервые появилась и доступная семиструнка — A-7 Avenger. В 2000 году Schecter была представлена ныне легендарная C-1, дебют которой состоялся в руках Джерри Хортона в видеоклипе Last Resort группы Papa Roach.
Линейка доступных гитар заводской сборки под маркой Diamond Series продолжает выпускаться по сей день наряду с производством дорогих оригинальных моделей ручной сборки на заказ.

### Возвращение американского производства, 2013 — наши дни
В 2012 году было объявлено, что Schecter расширили свой Custom Shop, увеличив его площадь 14000 квадратных футов. Позднее, в том же году, Schecter объявил о новой линии американских гитар, которые помогли бы вернуть компанию обратно на свои «корни». Это потребовало приобретения нескольких станков с ЧПУ фирмы Haas Automation и нового стенда спрей покрытия размером 1500 квадратных футов. Новая линия стала называться «USA Custom Shop». Эти гитары официально дебютировали на зимней выставке NAMM 2013. Schecter также объявила о новой линии электрических звукоснимателей ручной намотки для гитары и баса, которые будут доступны на гитарах «USA Production Series» и «USA Custom Shop», а также, возможно, будут доступны для покупки уже в 2013 году. Наряду с объявлением о серийном производстве США, Schecter объявили о своём выходе на рынок усилителей. Эти новые усилители разработаны, в определённой части, на основе известного усилителя, созданного Джеймсом Брауном, который является дизайнером самого известного усилителя Peavey 5150, разработанного частично с Эдди Ван Халеном и его линии эффект педалей под названием Amptweaker. Усилители, выпущенные первыми — «Hellraiser USA 100», «Hellraiser Stage 100», «100 Hellwin USA», а также «Hellwin Stage 100». США версии собраны в USA Schecter Custom Shop, Hellwinn — за рубежом. Hellwinn — подписная серия гитариста Avenged Sevenfold — Синистера Гейтса, голова разработана в сотрудничестве с Джеймсом Брауном. Оба усилителя используют лампы EL34 ,бортовой нойз-гейт, пассивный активный вход, который компенсирует выходное различие путём изменения схемы вместо снижения выходного сигнала, а регулятор «Фокус» регулирует респонс нижних частот. Различием между Hellwin и Hellraiser является использование Hellwin’ом MIDI для управления усилителем. Hellwin, также, 3-канальный усилитель, в отличие от 2-канального дизайна Hellraiser. Наряду с этими усилителями, Schecter представила линию кабинетов — одна из них имеет 200 Вт сабвуфер и называется «Глубинная бомба», что означает увеличение респонса басового кабинета. Эти усилители дебютировали вместе «USA Production Series», на зимней выставке NAMM 2013.

## Выпускаемые модели

### Гитары
- Avenger
- 35th Anniversary C-1
- Banshee 6P
- Banshee 6A
- Banshee 6 FR P
- Banshee 6 FR A
- Banshee 7P
- Banshee 7A
- Banshee 8P
- Banshee 8A
- Banshee Elite 6
- Banshee Elite 7
- Banshee Elite 8
- Banshee Extreme 6
- Banshee Extreme 7
- Banshee Extreme 6 FR
- Banshee Extreme 7 FR
- Blackjack ATX Avenger
- Blackjack ATX C-1
- Blackjack ATX C-1 FR
- Blackjack ATX C-7
- Blackjack ATX C-8
- Blackjack ATX Solo 6
- Blackjack С-8
- Blackjack S-1
- C-1 Classic
- C-1 Custom
- C-1 Custom FR
- C-1 Lady Luck
- C-1 Standard
- C-1 Standard FR
- C-7 Custom
- C-7 Standard
- Chris Garza
- Corsair
- Corsair Bigsby
- Damien Elite Avenger
- Damien Elite Avenger FR
- Damien Elite Solo-6
- Damien Elite-6
- Damien Elite-6 FR
- Damien Elite-7
- Damien Elite-7 FR
- Damien Elite-8
- Damien Riot
- Damien Riot FR
- Damien-6
- Damien-6 FR
- Damien-7
- Damien-7 FR
- Dan Donegan
- Exotic star
- Flattus Maximus-GWAR
- Gary Holt
- Grant Lee Phillips GLP-1
- Hellcat VI
- Hellraiser C-1
- Hellraiser C-1 EX
- Hellraiser C-1 FR
- Hellraiser C-7
- Hellraiser C-7 FR
- Hellraiser C-8
- Hellraiser C-8 FR
- Hellraiser C-9
- Hellraiser Solo-6
- Hellraiser Special C-1
- Hellraiser Special C-1 FR
- Hellraiser Special C-7
- Hellraiser Special C-7 FR
- Hellraiser Special C-8
- Hellraiser Special Solo-6
- Jeff Loomis FR
- Jeff Loomis NT
- Jerry Horton
- Omen Extreme-6
- Omen Extreme-6 FR
- Omen Extreme-7
- Omen Solo-6
- Omen-6
- Omen-7
- Omen-8
- Orleans
- Pete Dee
- Porl Thompson
- PT
- PT Fastback
- Robert Smith RS-1000
- Robert Smith Ultra Cure
- Robin Finck
- Royal
- S-1 Elite
- S-1 Custom
- Solo Special
- Solo Vintage
- Solo-6 Custom
- Solo-6 Standard
- Special Edition Corsair
- Special Edition Riot-8
- Special Edition Solo Spitfire
- Special Edition Solo-6
- Stargazer
- Stargazer 12
- Synyster Gates Custom
- Synyster Gates Custom-S
- Synyster Gates Deluxe
- Synyster Gates Standard
- Synyster Gates Special
- Tempest Custom
- Tempest Standard
- Tempest Classic
- TSH-1
- Ultra II
- Ultra III
- Ultra VI
- Zacky Vengeance-ZV Mirror
- Zulu Loa Of The Dead

### Бас-гитары
- Damien-4
- Damien-5
- Diamond P-Custom 4
- Diamond P-Custom 5
- Diamond-J
- JD Deservio Blucher
- Model-T
- Omen Extreme-4
- Omen Extreme-5
- Omen-4
- Omen-5
- Raiden Custom-4
- Raiden Custom-5
- Raiden Deluxe-4
- Raiden Deluxe-5
- Raiden Elite-4
- Raiden Elite-5
- Raiden Special-4
- Raiden Special-5
- Riot Deluxe-4
- Riot Deluxe-5
- Stargazer-4
- Stiletto Custom-4
- Stiletto Custom-5
- Stiletto Custom-6
- Stiletto Elite-4
- Stiletto Elite-5
- Stiletto Extreme-4
- Stiletto Extreme-5
- Stiletto Studio-4
- Stiletto Studio-5
- Stiletto Studio-6
- Stiletto Studio-8
- Ultra Bass